# Hua Hin Maraleina FC
Der Hua Hin Maraleina Football Club (thailändisch สโมสรฟุตบอลหัวหิน มาราเลน่า), ehemals Kanjanapat Football Club (thailändisch กาญจนพัฒน์ เอฟซี), ist ein thailändischer Fußballverein aus Khlong Luang, der in der Thai League 3 (Western Region), der dritthöchsten thailändischen Spielklasse spielt.

## Geschichte
Der Verein wurde 2006 als Department of Science Service FC gegründet. 2009 wurde der Klub in Kanjanapat FC umbenannt. 2018 bis 2019 spielte der Verein in der Thailand Amateur League. 2019 stieg man in die vierte Liga, die Thai League 4, auf. Hier startete man in der Western Region. Nachdem die vierte Liga im März 2020 aufgrund der COVID-19-Pandemie abgebrochen wurde, und der thailändische Verband die Thai League 4 und die Thai League 3 während der Pause zusammenlegte, startete der Verein bei Wiederaufnahme des Spielbetriebes im Oktober 2020 in der Thai League 3. Hier trat man in der Western Region an. Im Sommer 2023 wurde er Verein in Hua Hin Maraleina Football Club umbenannt.

## Erfolge
Thailand Amateur League – West (Group B1): 2019

## Stadion
Seine Heimspiele trug der Verein bis 2023 im Valaya Alongkorn Rajabhat University Stadium (thailändisch สนามกีฬามหาวิทยาลัยราชภัฏวไลยอลงกรณ์) im Norden der Provinz Pathum Thani aus. Das Stadion hat ein Fassungsvermögen von 2000 Personen.

### Spielstätten seit 2020
| Saison        | Stadion                                                 | Standort                                  | Kapazität | Eigentümer                           | Koordinaten                      |
| ------------- | ------------------------------------------------------- | ----------------------------------------- | --------- | ------------------------------------ | -------------------------------- |
| 2020 bis 2021 | Rajamangala University of Technology Thanyaburi Stadium | Amphoe Thanyaburi, Provinz Pathum Thani   | 2000      | Technische Universitäten Rajamangala | 14° 2′ 6,2″ N, 100° 43′ 21,4″ O  |
| 2021 bis 2023 | Valaya Alongkorn Rajabhat University Stadium            | Amphoe Khlong Luang, Provinz Pathum Thani | 2000      | Valaya Alongkorn Rajabhat University | 14° 7′ 59,8″ N, 100° 36′ 25,3″ O |

## Aktueller Kader
Stand: 1. Februar 2025
| Nr. |                    | Position | Name                          |
| --- | ------------------ | -------- | ----------------------------- |
| 1   | Thailand           | TW       | Thanawit Uamsa-Ard            |
| 4   | Senegal            | AB       | Tall Mouhamadou Fallou Mbacke |
| 5   | Thailand           | MF       | David Songsumpao              |
| 6   | Thailand           | AB       | Pantawit Inthamut             |
| 7   | Thailand           | ST       | Pitchayut Chaiyosaeng         |
| 8   | Thailand           | MF       | Rachata Prachasin             |
| 10  | Laos               | ST       | Sayfon Keohanam               |
| 11  | Thailand           | ST       | Mongkhonchai Lekpimai         |
| 14  | Thailand           | MF       | Poonyawee Sri-on              |
| 17  | Thailand           | AB       | Naradeth Sitthidet            |
| 19  | Thailand           | MF       | Jaranin Promchaisee           |
| 21  | Thailand           | AB       | Natthawat Klomkliaw           |
| 22  | Thailand           | AB       | Sretthaphon Liain             |
| 23  | Thailand           | ST       | Jirapat Klimkaew              |
| 26  | Thailand           | AB       | Natchakchai Kumpo             |
| 27  | Samoa Amerikanisch | ST       | Malik Sanou Diallo            |

| Nr. |          | Position | Name                     |
| --- | -------- | -------- | ------------------------ |
| 28  | Thailand | MF       | Narawit Thamsunee        |
| 29  | Thailand | TW       | Peeranai Sruisong        |
| 30  | Thailand | MF       | Wasitphon Watcharasin    |
| 31  | Thailand | ST       | Kritsanai Panesana       |
| 33  | Thailand | MF       | Rapeephat Wattanajamnong |
| 46  | Thailand | TW       | Tharmatazs Cherdtrakul   |
| 48  | Thailand | AB       | Kittisak Pongsanin       |
| 58  | Thailand | AB       | Nattawut Thongchan       |
| 66  | Thailand | MF       | Achalawit Bunpetch       |
| 77  | Thailand | MF       | Viriya Vilaitanarak      |
| 78  | Thailand | AB       | Thanapat Auttarat        |
| 88  | Thailand | AB       | Chayangkoon Pinthong     |
| 92  | Thailand | TW       | Phong Chaloongphum       |
| 97  | Thailand | MF       | Pannawich Thongviriyakul |
| 98  | Thailand | MF       | Suttipart Rungsivannagun |

## Saisonplatzierung
| Saison               | Liga                                      | Liga          | Liga          | Liga          | Liga          | Liga          | Liga          | Liga          | Liga          | Pokal               | Pokal                  | Pokal         |
| Saison               | Liga                                      | Level         | Spiele        | S             | U             | N             | Tore          | Punkte        | Position      | FA Cup              | League Cup             | T3 Cup        |
| Kanjanapat FC        | Kanjanapat FC                             | Kanjanapat FC | Kanjanapat FC | Kanjanapat FC | Kanjanapat FC | Kanjanapat FC | Kanjanapat FC | Kanjanapat FC | Kanjanapat FC | Kanjanapat FC       | Kanjanapat FC          | Kanjanapat FC |
| -------------------- | ----------------------------------------- | ------------- | ------------- | ------------- | ------------- | ------------- | ------------- | ------------- | ------------- | ------------------- | ---------------------- | ------------- |
| 2018                 | Thailand Amateur League – West            | 5             |               |               |               |               |               |               |               |                     |                        |               |
| 2019                 | Thailand Amateur League – West (Group B1) | 5             | 2             | 2             | 0             | 0             | 8:6           | 6             | 1.            | –                   | –                      |               |
| 2020                 | Thai League 4 – West                      | 4             | 2             | 0             | 1             | 1             | 2:3           | 1             | 6.            |                     |                        |               |
| 2020/21              | Thai League 3 – West                      | 3             | 17            | 3             | 3             | 11            | 9:33          | 12            | 11.           | –                   | –                      |               |
| 2021/22              | Thai League 3 – West                      | 3             | 20            | 6             | 3             | 11            | 15:22         | 21            | 8.            | Qualifikationsrunde | Play-off-Runde         |               |
| 2022/23              | Thai League 3 – West                      | 3             | 22            | 5             | 6             | 11            | 30:37         | 21            | 10.           | –                   | 2. Qualifikationsrunde |               |
| Hua Hin Maraleina FC |                                           |               |               |               |               |               |               |               |               |                     |                        |               |
| 2023/24              | Thai League 3 – West                      | 3             | 20            | 6             | 9             | 5             | 40:20         | 27            | 7.            | 1. Runde            | Play-off-Spiele        |               |
| 2024/25              | Thai League 3 – West                      | 3             | 22            | 3             | 7             | 12            | 18:38         | 16.           | 10.           | 1. Runde            | 1. Runde               | Gruppenphase  |

| Abbruch nach dem zweiten Spieltag aufgrund der COVID-19-Pandemie |

## Beste Torschützen
| Saison  | Name                        | Tore |
| ------- | --------------------------- | ---- |
| 2020/21 | Sylla Sekou Nana            | 5    |
| 2021/22 | Addison Alves Alexis Vaiani | 4    |
| 2022/23 | Intouch Yamyindee           | 11   |
| 2023/24 | Chitsanuphong Phimpsang     | 11   |